# Крамаренко, Лев Юрьевич
Лев Юрьевич Крамаренко (1 (13) января 1888, Умань, ныне Черкасской области — 5 марта 1942, Самарканд) — русский и советский живописец.

## Биография
Учился в 1906—1908 годах в Высшем художественном училище при Императорской Академии художеств у Дмитрия Кардовского. В 1911 году учился в Парижской академии художеств. Был членом Объединения современных художников Украины (с 1927 года). С 1913 участвовал в разных выставках. В 1918—1932 г. работал на Украине. Вначале был директором Глинской керамической школы на Полтавщине, позже — руководителем Межигорского художественно-керамического техникума в Киевской области, созданного на базе знаменитой Межигорской фаянсовой фабрики. С 1921 года преподавал в Киеве в Украинской академии искусств, а с 1923 года, после преобразования академии в Киевский институт пластических искусств, который после объединения с Киевским архитектурным институтом в 1924 году получил название Киевский художественный институт, стал его ректором и деканом факультета. В 1935—1941 работал профессором Института повышения квалификации художников в Москве. В числе его учеников — известные живописцы и графики: его жена Ирина Жданко, Ирина Беклемишева, Фёдор Кумпан, Юрий Садиленко, Ефим Симкин, Дмитрий Шавыкин.

## Творческое наследие
- «Работница» (1927);
- «Натюрморт с самоваром»(1929);
- «Заводской поселок. Донбасс»(1937);
- «Деревья у оврага»(1938);
- «Серебристые дали. Самарканд»(1942).
- «Авиапорт (вышка)»[2]